# 651
651 (DCLI) var ett normalår som började en lördag i den julianska kalendern.

## Händelser

### Okänt datum
- Klodvig II, kung av Neustrien och Burgund, gifter sig med den som sen kommit att bli Sankt Bathilde.
- Pakten mellan Egypten och Makuria undertecknas.
- Yazdegerd III dödas i Merv av sina egna medhjälpare, vilket innebär slutet på både persiskt motstånd mot arabisk erövring, och sassaniderna.
- Araber invaderar Afghanistan och erövrar Herat.
- Koranen skrivs ner.

## Födda
- Li Ssu-Hsun, kinesisk målare (död 716)

## Avlidna
- 31 augusti – Sankt Aidan, missionär och förste biskopen av Lindisfarne
- Yazdegerd III, siste kungen av Sassaniddynastin (dödad av medhjälpare)
- Dao Xin